# 張世鉉
張世鉉（韓語：장세현，1987年6月9日—），本名張賢泰（韓語：장현태），韓國男演員。

## 簡歷
張世鉉於2010年透過電視劇《成均館緋聞》出道，其後在《明日如歌》、《學校2017》等多部電視劇參演配角，並在2020年的《Start-Up》中以喜劇演技獲注目。
2016年，他在《吹吧，微風啊》首度參演主角角色，其後在2021年的《愛的麻花》中再度參演主角角色。

## 演出作品

### 電視劇
- 2007年：KBS《最強媽媽》
- 2008年：MBC《愛你，別哭》
- 2009年：KBS《花樣男子》
- 2010年：KBS《成均館緋聞》飾演 金宇卓
- 2014年：OCN《神的測驗4》飾演 無痛公司債業主（特別出演）
- 2014年：tvN《花樣爺爺搜查隊》飾演 武當（特別出演）
- 2014年：tvN《高校處世王》飾演 德國顧問（特別出演）
- 2014年：KBS《明日如歌》飾演 馬修敏
- 2015年：KBS《Drama Special－Live Shock》飾演 成宇
- 2015年：SBS《Mrs. Cop》飾演 徐勝佑
- 2015年：SBS《我有愛人了》飾演 琴剛山
- 2016年：MBC《吹吧，微風啊》飾演 李長守
- 2016年：KBS《花郎》飾演 江聖
- 2017年：KBS《學校2017》飾演 羅泰植
- 2018年：MBC《生死決斷羅曼史》飾演 鄭賢宇
- 2020年：KBS《喪屍偵探》飾演 禁食苑的男院友
- 2020年：tvN《Start-Up》飾演 南千浩
- 2021年：KBS《戀慕》飾演 房質昑
- 2021年：KBS《愛的麻花》飾演 趙慶俊
- 2023年：Netflix《走進你的時間》飾演 桑浩
- 2024年：KBS2《無血無淚》飾演 尹智昶（第1-47集）

### 電影
- 2009年：《風》飾演 蠟筆小新
- 2012年：《兩場婚禮和一次葬禮》飾演 益勳
- 2015年：《危險的見面禮2》飾演 金賢宇
- 2016年：《德惠翁主》飾演 校友會會長
- 2019年：《你的名字叫薔薇》飾演 純哲弟子1
- 2019年：《長大的傢夥》飾演 亨卓

## 外部連結
- 張世鉉的Instagram帳戶